# Mario Alonso Puig
Mario Alonso Puig (Madrid, 1955) és un metge i assagista espanyol.
És llicenciat en medicina, especialitzat en cirurgia general i de l'aparell digestiu. Del seu currículum cal destacar que ha estat fellow en Cirurgia per la Universitat Harvard, membre de l'Acadèmia de Ciències de Nova York, format en negociació a l'Institut Tecnològic de Massachusetts i la facultat de dret de la Universitat Harvard, màster en direcció hospitalària a l'IESE i especialitzat en "coaching" i investigació sobre la intel·ligència i el lideratge.
En 2013 va obtenir el Premi Espasa d'assaig amb El cociente agallas. Si cambias tu mente, cambias tu vida.

## Obres
- Madera de líder (2004)
- Vivir es un asunto urgente (2008)
- Reinventarse (2010)
- El cociente agallas (2013)
- El guardián de la verdad (2016)
- Mindfullnes el arte de mantener la calma en medio de la tempestad (2017)